# Юха Коскела
Юха Коскела (на финландски Juha Koskela) е финландски оперен певец, баритон. През 2001 г. завършва Академия Сибелиус в Хелзинки с отлична оценка. Учил е в консерваторията в Карлсруе, Германия, където печели приз.
Имал е концерти във Финландия, Германия и Италия, участвал е като солист в концерти на оркестъра на Академия Сибелиус. Пял е и с Noche Escandinava в Чили и Аржентина през 2002 г.